# 蘭松

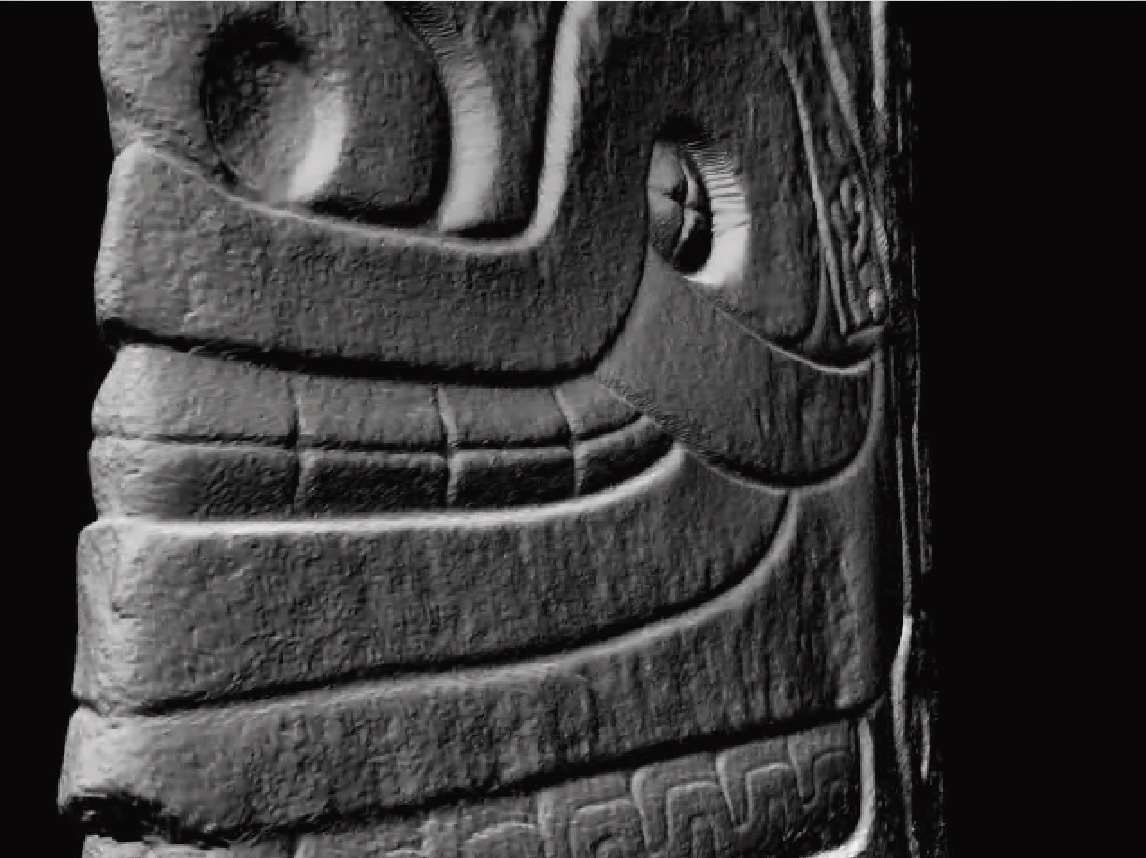
透過激光掃描蘭松雕像表面的放大圖。

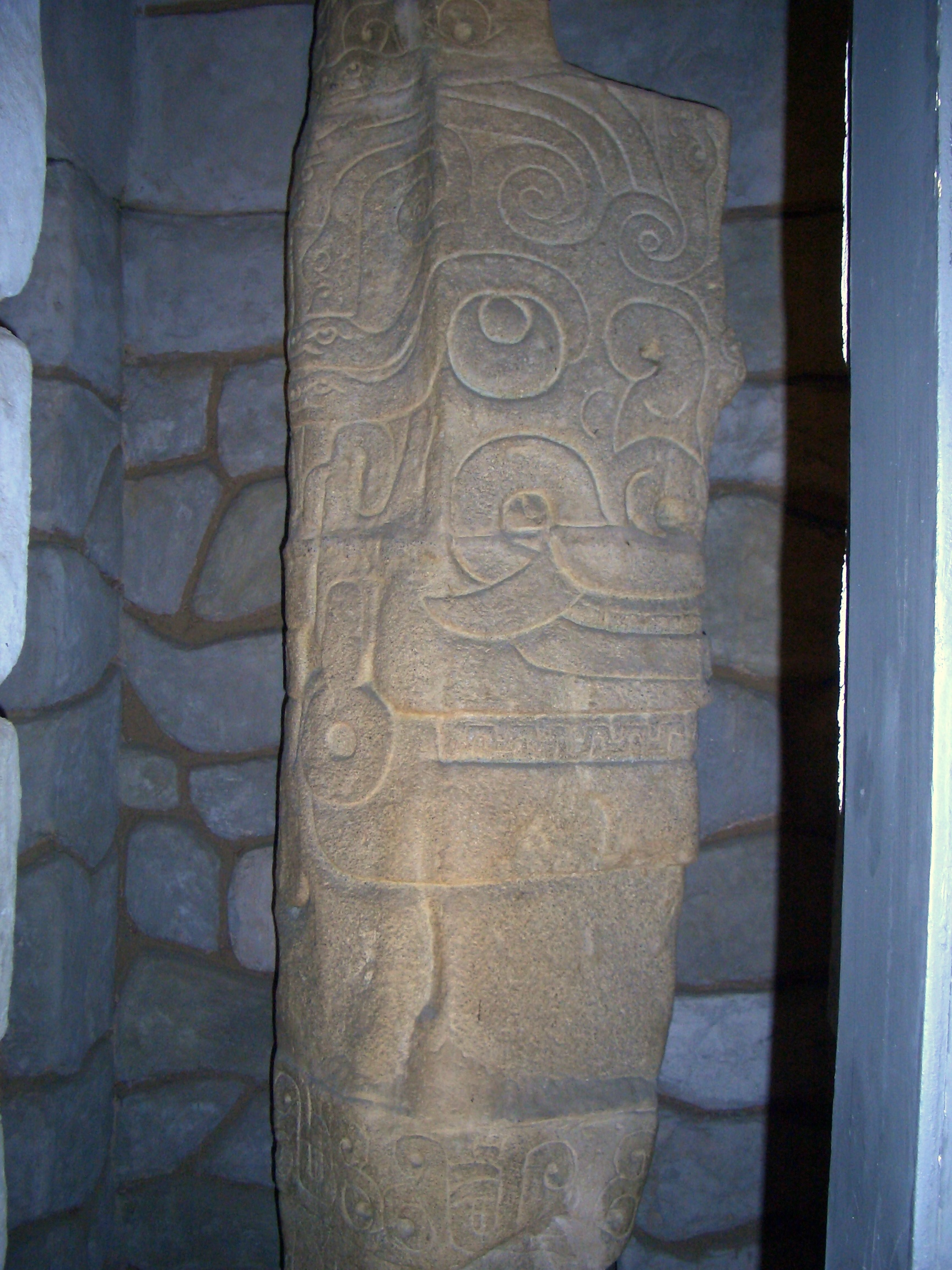
秘魯國家博物館的蘭松雕松複製品。

蘭松（西班牙語：Lanzón）是秘魯的古文明查文文化的最重要的中央神祇雕像的外號。這個外號的源頭是西班牙語的「騎槍」，因為蘭松雕像的外貌很像是一支騎槍。查文文化是安第斯山脈的第一個主要的宗教及文化運動，存在於公元前900年到前200年。
蘭松雕像位於查文神殿底部迴廊的一個秘室，有光線從室外透入，照在雕像之上。雕像張開口而且反着眼。
一般只有高階的神官在喝過用仙人掌特製的飲料，才可以進入秘室。